# Plaissan
 Plaissan  es una población y comuna francesa, situada en la región de Languedoc-Rosellón, departamento de Hérault, en el distrito de Lodève y cantón de Gignac.

## Demografía
| 692 | 641 | 543 | 597 | 616 | 642 |
| Para los censos de 1962 a 1999 la población legal corresponde a la población sin duplicidades (Fuente: INSEE [Consultar]) |     |     |     |     |     |